# I Want Your Love (película)
I Want Your Love es una película estadounidense de 2012 dirigida y escrita por Travis Mathews. Está basado en un cortometraje del mismo nombre, estrenado dos años atrás y también dirigido por Mathews, y contó con las actuaciones de Keith McDonald, Jesse Metzger, Brontez Purnell, Ben Jasper, Ferrin Solano, Wayne Bumb y Jorge Rodolfo. En el filme, los personajes comparten el mismo nombre que los actores en la vida real.

## Sinopsis
Después de pasar años tratando de abrirse camino como artista en San Francisco, Jesse debe dejar la ciudad y volver a Ohio, un lugar más barato, pero con muchas menos oportunidades en el mundo del arte. Para complicar aún más la situación, aparece un exnovio con el que Jesse mantiene una conexión emocional que lo desestabiliza.

## Reparto
- Keith McDonald es Keith
- Jesse Metzger es Jesse
- Brontez Purnell es Brontez
- Ben Jasper es Ben
- Jorge Rodolfo es Jorge
- Ferrin Solano es Ferrin
- Wayne Bumb es Wayne

Fuente:

## Controversia

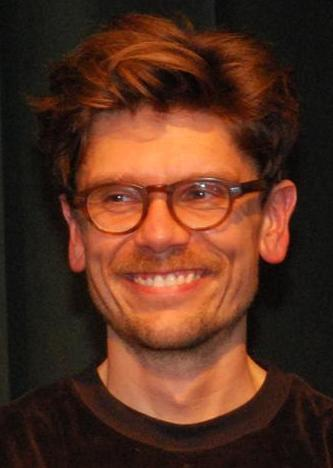
El director Travis Mathews (en la imagen) defendió la inclusión de escenas de sexo explícito en el filme, pese a la controversia generada.

Por incluir escenas explícitas de sexo gay masculino, el filme fue prohibido por la Junta de Clasificación de Australia para ser exhibido en ese país, por lo que no pudo hacer parte de la cartelera de eventos como el Festival de Cine Queer de Melbourne. De acuerdo con Lisa Daniel, la directora del festival, fue la primera vez que esto ocurrió en los quince años de historia del evento.
El director Travis Mathews defendió la inclusión de escenas de sexo explícito en la película: «Con mis películas siempre he buscado capturar representaciones honestas e íntimas de la vida gay moderna con hombres comunes [...] esto implicaba una línea de intimidad y significaba no rehuir el sexo, pues lo uso como una herramienta para mostrar el desarrollo del carácter, los problemas interpersonales, la intimidad, el juego y, en general, algo más cercano a la realidad con la que estoy familiarizado».
El actor James Franco, quien había trabajado anteriormente con Mathews en el filme Interior. Leather Bar., manifestó su disgusto por la prohibición al afirmar que el sexo es una parte esencial de nuestras vidas.

## Recepción
La recepción del filme ha sido mixta. En el portal especializado Rotten Tomatoes tiene una aprobación del 64% basada en once reseñas. Para Charlotte O'Sullivan de The London Evening Standard, la película «es un poco intrascendente, pero Travis Mathews ofrece una visión creíble de la vida de San Francisco con su gráfica ópera prima». De acuerdo con David Jenkins de la revista Little White Lies, es una cinta «dulce y ligera que, si bien no es un dechado de originalidad dramática, ejecuta una idea sencilla con gran eficacia».  Patrick Gamble del sitio web CineVue fue menos entusiasta: «Este admirable experimento de realismo resulta demasiado distante para resonar de la forma prevista». Glenn Dunks también se mostró crítico: «Es una pena que la película no haga mucho partiendo de un material honesto».
Haciendo referencia a la controversia desatada por las escenas de sexo explícitas, el portal Frameline afirmó: «Sí, hay mucho en cámara, pero hay una madurez emocional en la historia y las actuaciones naturalistas que subvierten y trascienden la película para adultos común y corriente. Las escenas de sexo son explícitas, eróticas, descuidadas, divertidas, incómodas, espontáneas y cercanas, como en la vida real».
El filme fue incluido en la lista de cinco películas notables con temática queer de 2013 por el sitio web The Conversation junto con L'inconnu du lac, Concussion, La vida de Adele y Valentine Road.